# Katekyō Hitman Reborn!
Katekyō Hitman Reborn! (家庭教師ヒットマンReborn!, Katekyō Hittoman Ribōn!) és un manga escrit i il·lustrat pel mangaka Akira Amano. Els kanjis haurien de llegir-se com Kateikyōshi (家庭教師, Tutor Personal); no obstant això, l'autor ho expressa de manera infantil per a així fer l'efecte que és dit per Reborn. Va començar com una història curta publicada en la revista Shōnen Jump en l'edició 51 del 2003, aquesta història seria utilitzada com a pilot pel manga que començà a partir d'abril de 2004 en la mateixa revista i va acabar l'any 2012. El 7 d'octubre del 2006 s'estrenà l'adaptació animada del manga per Artland, en la companyia televisiva japonesa TV Tokyo, la qual va durar 203 episodis i va acabar el 25 de setembre de 2010, també es va publicar uno OVA una vegada acabada la sèrie.

## Argument
Katekyō Hitman Reborn! tracta sobre un noi, Tsunayoshi "Tsuna" Sawada, el qual fou escollit per convertir-se en el successor del novè cap d'una família molt poderosa de la màfia italiana, la família Vongola. Tsuna és entrenat per Reborn, un assassí a sou d'Itàlia, per gran contrarietat de Tsuna. Timoteo, Vongola IX, el cap de la Família Vongola, envià a Reborn perquè entrenés en Tsuna. Reborn es converteix en el tutor del noi, després de convèncer a la mare de Tsuna que era per raons acadèmiques, atès el seu historial acadèmic mediocre. La raó per la seva selecció és degut al fet que el primer cap Vongola, Giotto, es retirà al Japó després de cedir el seu lloc al segon cap Vongola, i Tsuna és el seu descendent; a més que la majoria dels altres candidats per al lloc van ser liquidats. El principal instrument emprat per Reborn en les seves lliçons és el “Dying Will Bullet” o Shinukidan, el qual "reviu" a la persona disparada amb un major propòsit i determinació per complir el seu últim desig de llit de mort.

### Arcs d'Història
- Arc Introductori, Arc del diari viure (Capítols 1-61, Episodis 1-19, 27-33 i 66-73): Aquest arc abasta la introducció de tots els personatges principals de la història, també presenta el món en el qual es desenvolupa la història.

- Arc del Grup Kokuyō (Capítols 62-81, Episodis 20-26): Mukuro Rokudo fa plans per a prendre el control de la màfia i destruir el món mitjançant la possessió del cos de Tsuna.

- Arc dels Varia (Capítols 82-135, Episodis 34-65): Tsuna ha de guanyar-se el dret per a convertir-se en el desè cap de la família Vongola, mitjançant la tradicional Batalla dels Anells Vongola, a l'enfrontar-se contra Xanxus i els Varia.

- Arc del Futur (Capítols 136-present, Episodis 74-141): Tsuna i els membres de la seua "família" són transportats 9 anys i 10 mesos en el futur. En aquest futur sense esperances, Tsuna es troba mort i la família Vongola està sent caçada per una família rival de la màfia anomenada Millefiore.

- Arc dels Arcobalenos (exclusiu de la sèrie, Episodis 142-154): Tsuna i els membres de la seva família són transportats per deu dies al seu món. Allí hauran de superar les 7 proves Arcobalenos, per obtenir els Segells Arcobalenos i que Tsuna pugui obrir la seva Vongola Box.

## Personatges
- Tsuna Sawada

- Takeshi Yamamoto

- Hayato Gokudera

- Kyouya Hibari

- Rokudo Mukuro

- Chrome Dokuro

- Lambo

- Sasagawa Ryoei